# Geoffrey Bull
Geoffrey Taylor Bull (1921-1999) was een Schots zendeling en schrijver.

## Levensloop
Geoffrey Bull groeide op in een streng protestants gezin en op zijn vijftiende werd hij gedoopt en toegelaten tot een broederschap dat zich wijde aan de simpliciteit van het Nieuwe Testament. Deze groepering hoorde tot de Plymouth Brethren. Hij wilde in eerste instantie een loopbaan in het bankwezen volgen, maar werd vanaf 1941 in beslag genomen door het missiewerk in Centraal-Azië
Na de Tweede Wereldoorlog werd hij door de Brethrengemeenschap gevraagd zich geheel met Centraal-Azië bezig te gaan houden. In maart 1947 gingen hij en George Patterson naar China en trokken ze verder op richting het grensgebied met Tibet. In dit gebied studeerden ze gedurende drie jaar Mandarijn en Tibetaans.
Bull sloeg de laatste dagen van de Tibetaanse onafhankelijkheid gade en werd tegen de tijd van de invasie van Tibet gevangengenomen onder het voorwendsel van spionage. Eerst werd hij solitair vastgezet en later onderging hij een programma van heropvoeding en gedachtenverandering. De Chinezen probeerden hem te hersenspoelen en klapte hij naar eigen zeggen niet in dankzij zijn geloof. De gevangenschap duurde drie jaar en twee maanden, totdat hij overgeleverd werd aan de Britse autoriteiten in Hongkong.
Bij terugkeer trouwde hij en daarna diende hij in de jaren vijftig en beginjaren zestig in Borneo. Hij overleed in Schotland.